# 奥兰维尔 (埃纳省)
奥兰维尔（法語：Orainville，法語發音：[ɔʁɛ̃vil]）是法国上法蘭西大區埃纳省的一个市镇，属于拉昂区。

## 地理
奥兰维尔（49°22'50"N, 4°1'16"E）面积8.69 平方千米，位于法国上法蘭西大區埃纳省，该省份为法国北部内陆省份，北起北部省，西接索姆省和瓦兹省，东临阿登省和马恩省，西南至塞纳-马恩省，东北部与比利时接壤。
与奥兰维尔接壤的市镇（或旧市镇、城区）包括：阿吉尔库尔、贝特里库尔、皮尼库尔、欧梅南库尔、贝尔梅里库尔、布里蒙。

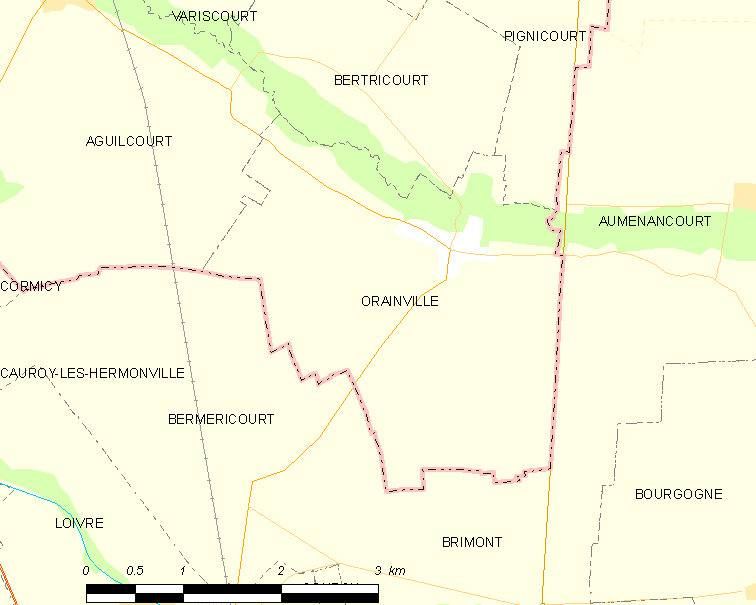
的OSM定位图

奥兰维尔的时区为UTC+01:00、UTC+02:00（夏令时）。

## 行政
奥兰维尔的邮政编码为02190，INSEE市镇编码为02572。

## 政治
奥兰维尔所属的省级选区为埃纳河畔新城县。

## 人口

1962-2008年间人口变化图示

奥兰维尔于2022年1月1日时的人口数量为496人。